# Enganyapastors músic
L'enganyapastors músic (Caprimulgus pectoralis) és una espècie d'ocell de la família dels caprimúlgids (Caprimulgidae) que habita els boscos d'Àfrica Meridional, des del sud de la República Democràtica del Congo, Angola i Tanzània fins al sud de Sud-àfrica.